# Asota stipata
Asota stipata är en fjärilsart som beskrevs av Walker 1864. Asota stipata ingår i släktet Asota och familjen nattflyn. Inga underarter finns listade i Catalogue of Life.